# American Horror Story: Cult
American Horror Story: Cult es la séptima temporada de la serie de televisión de antología y terror de FX, American Horror Story. La temporada fue anunciada el 4 de octubre de 2016, en Estados Unidos se estrenó el 5 de septiembre de 2017, y concluyó el 14 de noviembre de 2017.
Regresaron actores de temporadas pasadas como Sarah Paulson, Evan Peters, Frances Conroy, Adina Porter, Cheyenne Jackson, Mare Winningham, Emma Roberts y Chaz Bono. Las nuevas incorporaciones al elenco fueron Billie Lourd y Alison Pill.
Es la primera temporada sin contar con la participación de Lily Rabe.

## Trama
La ciudad ficticia de Brookfield Heights, Míchigan, queda dividida por las elecciones presidenciales de Estados Unidos de 2016. La dueña del restaurante local, Ally Mayfair-Richards —Sarah Paulson— está completamente angustiada por la victoria de Donald Trump, emergiendo sus fobias y traumas. Por el contrario, Kai Anderson —Evan Peters—, se regocija con los resultados electorales y se ve tentado a buscar el poder político reclutando gente desilusionada en su vecindario, para formar una secta con el fin de dominar el mundo, imponiendo miedo en la comunidad mediante actos violentos disfrazandose de payasos. Kai recluta a Winter Anderson —Billie Lourd—, su desilusionada hermana pequeña, y a la reportera frustrada Beverly Hope —Adina Porter—.
Ally se encuentra aterrorizada por los payasos. Las personas cercanas a ella, incluido su psiquiatra, el Dr. Rudy Vincent —Cheyenne Jackson—, se preguntan si los ataques son reales o simplemente son alucinaciones provocadas por su ansiedad. La paranoia de Ally, intensificada por las actividades sospechosas de los nuevos vecinos Harrison —Billy Eichner— y Meadow Wilton —Leslie Grossman—, obstaculiza sus relaciones con su esposa Ivy —Alison Pill— y su hijo Oz —Cooper Dodson—.

## Elenco y personajes

### Elenco principal
- Sarah Paulson como Allyson «Ally» Mayfair-Richards y Susan Atkins
- Evan Peters como Kai Anderson, Andy Warhol, Marshall Applewhite, David Koresh, Jim Jones, Jesús de Nazaret y Charles Manson
- Cheyenne Jackson como Dr. Rudy Vincent Anderson
- Billie Lourd como Winter Anderson y Linda Kasabian
- Alison Pill como Ivy Mayfair-Richards

### Estrellas especiales invitadas
- Billy Eichner como Harrison Wilton y Tex Watson
- Frances Conroy como Bebe Babbitt
- Emma Roberts como Serena Belinda
- Mare Winningham como Sally Keffler
- Lena Dunham como Valerie Solanas

### Recurrentes
- Adina Porter como Beverly Hope
- Leslie Grossman como Meadow Wilton y Patricia Krenwinkel
- Chaz Bono como Gary Longstreet
- Colton Haynes como el detective Jack Samuels
- Cooper Dodson como Ozymandias «Oz» Mayfair-Richards
- James Morosini como R.J.[4]
- Dermot Mulroney como Bob Thompson

### Invitados especiales
- John Carroll Lynch como Twisty, el payaso
- Jamie Brewer como Hedda
- Dot-Marie Jones como Butchy May
- Jorge Luis Pallo como Pedro Morales
- Zack Ward como Roger
- Laura Allen como Rosie
- Ron Melendez como Mark
- Rick Springfield como el pastor Charles
- Rachel Roberts como Sharon Tate
- Annie Ilonzeh como Erika

## Episodios
| N.º en serie | N.º en temp. | Título                                                                                         | Dirigido por          | Escrito por                | Fecha de emisión original | Código de prod. | Audiencia (millones) |
| --- | ------------ | ---------------------------------------------------------------------------------------------- | --------------------- | -------------------------- | ------------------------- | --------------- | -------------------- |
| 74 | 1            | «Election Night»                                                                               | Bradley Buecker       | Ryan Murphy & Brad Falchuk | 5 de septiembre de 2017   | 7ATS01          | 3,93                 |
| Ally Mayfair-Richards (Sarah Paulson) sufre de varias fobias, como la coulrofobia, la hemofobia y la tripofobia. Después de saber que Donald Trump ganó las elecciones presidenciales de Estados Unidos de 2016, sus fobias se tornan incontrolables e intensas. Kai Anderson (Evan Peters), por su parte, es un joven partidario de Trump, por lo que luego de su triunfo intenta comenzar una iniciativa política basada en el miedo de las personas, sin embargo es ridiculizado en el ayuntamiento por el jefe de distrito Chang. Ally va hasta su psicólogo, el Dr. Rudy Vincent (Cheyenne Jackson), quien le recomienda un medicamento para calmar su ansiedad inducida por fobias. En la noche, en un supermercado vacío, Ally es atacada por una banda de personas con máscaras de payasos, pero luego de esto no hay pruebas que lo corroboren. Ally vive con su esposa Ivy (Alison Pill) y su hijo Ozymandias "Oz" (Cooper Dodson). La pareja tiene un restaurante juntas, llamado "La Carnicería en Main". Mientras Ivy es la chef principal, Ally es la cara visible, pero su estado actual la ha alejado de esto y su vida matrimonial, por lo que para enfocarse en esto contratan a una niñera para Oz, Winter Anderson (Billie Lourd), quien es hermana de Kai. Este, a su vez ocasiona que inmigrantes ilegales lo golpeen y graba el acto. Los hermanos, aunque de partidos políticos diferentes, hacen un misterioso pacto uniendo sus meñiques y confesando sus miedos. Winter descubre el interés de Oz en Twisty el Payaso, por lo que le muestra videos gore, pero al mismo tiempo los vecinos, el jefe de distrito y su esposa, son brutalmente asesinados por la banda de payasos, y Oz los ve. Ally tiene una cena romántica con Ivy. Ally tiene una nueva experiencia con los payasos pero no logra convencer a Ivy ni a sí misma. De regreso a casa se encuentran con la escena del crimen. Oz intenta contar la historia pero Winter justifica que fueron fantasías ocasionadas por el cómic de Twisty. La tragedia se cataloga como homicidio-suicidio, aunque una cara sonriente queda marcada en la escena del crimen. Descansando, Ally es aterrorizada por uno de los payasos. |              |                                                                                                |                       |                            |                           |                 |                      |
| 75 | 2            | «Don't Be Afraid of the Dark»                                                                  | Liza Johnson          | Tim Minear                 | 12 de septiembre de 2017  | 7ATS02          | 2,38                 |
| Ally empieza a cuestionar lo que considera real y lo que no, a la vez que Oz tiene pesadillas nocturnas luego de lo que presenció. Winter hace el pacto de meñiques con Oz. la reportera Beverly Hope (Adina Porter) informa sobre la golpiza de Kai y como este comenzará una campaña política para pertenecer al Consejo Municipal y sustituir al recientemente asesinado jefe de distrito. La pareja que grabó el video, Harrison y Meadow Wilton (Billy Eichner y Leslie Grossman), se mudan a la casa vecina de los Mayfair-Richards. Ally y su familia conocen a los extravagantes vecinos y no confía en ellos, a diferencia de Ivy. Las tensiones se acumulan en el restaurante cuando el chef de cocina discute agresivamente con un funcionario latino, Pedro. Más tarde la alarma de seguridad del restaurante suena y Ally va a conferir, y allí encuentra el cuerpo del chef colgado en un gancho entre las carnes. El detective Samuels (Colton Haynes) sospecha de Pedro por la anterior discusión, aunque las Mayfair confían en él. Ally se vuelve paranoica y cubre la casa en rejas y alarmas, además recibe una pistola por parte de los Wilton y guarda el secreto con el Dr. Vincent. Kai pasa por casa haciendo campaña política, y al verse rechazado por Ally ataca la ética de la mujer. Winter prepara un baño para Ally y empieza a seducirla, pero son interrumpidas por un apagón que sucede en todo el estado y Winter se va a su casa. Ivy manda a Pedro enviar suministros a su casa. Ally entra en pánico y ve nuevamente a los payasos, y, acompañada por Oz, dispara a una persona que se asoma por la puerta, sin darse cuenta de que era Pedro. |              |                                                                                                |                       |                            |                           |                 |                      |
| 76 | 3            | «Neighbors from Hell»                                                                          | Gwyneth Horder-Payton | James Wong                 | 19 de septiembre de 2017  | 7ATS03          | 2,25                 |
| Activistas protestan contra Ally por la muerte de Pedro fuera de La Carnicería en Main, además, los Wiltons reprenden a Ally por lo mismo. Una paciente claustrofóbica del Dr. Vincent es atacada junto a su esposo en su casa por los payasos, quienes los encierran en ataúdes atornillados, sus cuerpos descompuestos son encontrados días después. La cara sonriente marcada en la escena del crimen es indicio suficiente para que Beverly Hope anuncie que podría tratarse de un asesino serial. Un camión, dispersando un misterioso gas verde en todo el vecindario perturba a Ally. Los Wilton regalan Oz un conejillo de indias, la dirección de las Mayfair es publicada en una página de citas sexuales y el Dr. Vincent hace un extraño test con caritas mientras habla con Ally al teléfono. Una cara sonriente aparece en la puerta de la casa y la nueva mascota explota dentro del microondas. Ally encara a los Wilton y los culpa de sus recientes desgracias, golpea a Harrison y amenaza a Meadow, al salir ve la marca de la cara sonriente, pero no les dice nada. Kai le dice a Ally que admira su valentía, luego dispersa a los manifestantes fuera de La Carnicería ya que se lo había prometido. Ally ve hombres esparciendo el gas verde en su patio y los encara, pero ve que tienen máscaras de la carita sonriente y se desmaya. Ivy intenta aguantar a Ally pero queda devastada cuando encuentra un video del encuentro entre Ally y Winter en la bañera e intenta irse de la casa con Oz. Los Wilton hacen el pacto de meñiques con Kai por separado. Meadow expresa su miedo a quedar sola y no ser amada luego de que Harrison conectara con el detective Samuels. Harrison admite que, aunque la quiere, desea muerta a Meadow. Las Mayfair son testigos de un enloquecido y ensangrentado Harrison siendo arrestado y culpándolas de la supesta muerte de Meadow. En la casa de los Wilton hay sangre por todas partes y una carita sonriente marcada. |              |                                                                                                |                       |                            |                           |                 |                      |
| 77 | 4            | «11/9»                                                                                         | Gwyneth Horder-Payton | John J. Gray               | 26 de septiembre de 2017  | 7ATS04          | 2,13                 |
| En la noche de las elecciones todos se presentan a votar, incluso un hombre con una mano cercenada, Gary Longstreet (Chaz Bono), acompañado de Kai. Al día siguiente, Harrison conoce a Kai cuando este lo elige como entrenador personal. Kai habla con Harrison, quién es humillado en el trabajo y pierde su casa junto a Meadow, y mientras pasa el tiempo logra que termine confiando plenamente en él, tanto como para convencerlo de matar a su abusivo jefe Vinnie, luego lo ayuda a deshacerse del cuerpo y Meadow los descubre en al acto, lo que le molesta un poco. Es diciembre del 2016 cuando se descubre el cuerpo sin cabeza de Vinnie, y es Beverly Hope quién hace un reportaje en vivo sobre el hecho. Kai se entera de que Beverly tuvo un quiebre mental en vivo por culpa de bromas televisivas poco después de las elecciones, y desde entonces había estado en un centro psiquiátrico, por lo que kai se interesa en la reportera. Aunque Beverly no confía en las capacidades de Kai en un principio, se convence luego de que Serena Belinda (Emma Roberts), una vanidosa y caprichosa reportera enemiga, sea brutalmente asesinada por los payasos mientras grababa un reportaje. Desde entonces Beverly se compromete a ser la vocera encubierta de Kai. Un día antes de las elecciones, Ivy conoce a Winter luego de una discusión con Gary Losgstreet, y la joven chica la convence de vengarse del hombre. Lo secuestran y lo amordazan y esposan en un lugar abandonado para que no alcance a votar. Kai llega más tarde y lo convence de hacer lo imposible para lograr votar, incluso si debe cortar su mano para escapar. |              |                                                                                                |                       |                            |                           |                 |                      |
| 78 | 5            | «Holes» «Agujeros»                                                                             | Maggie Kiley          | Crystal Liu                | 3 de octubre de 2017      | 7ATS05          | 2,20                 |
| El culto se reúne para discutir el que la gente no se entere de lo de los payasos, presentes están Harrison, Jack Samuels, Gary, Kai, Winter, Beverly y R.J., el cámara de la reportera. Ivy se aparece pidiendo disculpas por el atraso. Beverly indica que la gente debe ver a los payasos asesinando para así llenarlos de miedo y que voten por Kai, por lo que filman el brutal asesinato de Bob (jefe de Beverly, quién empezaba ser una molestia para ella), y de un masoca de este último. Kai y Beverly discuten sobre la debilidad de algunos miembros. Ally habla con el Dr. Vincent pues su tripofobia aumentó luego de que su familia la dejara, temiendo profundamente que pueda perder a Oz, y se da cuenta de que su matrimonio pudo haber estado decayendo desde hace tiempo. Desde su casa, ve cómo Harrison, luego de cargar un misterioso bolso al patio de su casa, se besa con Samuels, y cuando va a investigar encuentra a Meadow dentro de un gran hoyo, viva. Su vecina ruega por ayuda pero Ally escapa a su casa y llama a Ivy, pero Meadow aparece por la ventana y le dice que tanto Harrison y Samuels como Winter y la mismísima Ivy pertenecen a un culto, luego es capturada de nuevo. Ally corta la llamada con Ivy, quién se encuentra con el resto del culto, donde discuten el que Kai subió en las encuestas luego del video. Kai celebra haciéndolos asesinar cruelmente a R.J. por considerarlo débil y un posible futuro delator. Beverly hace el pacto de meñiques con Kai, pero lo convence de que cuente su pasado. En 2014 la madre de Kai le dispara a su abusivo esposo y luego se suicida, como no sabe qué hacer llama a su hermano, Rudy Vincent, quién propone la macabra idea de conservar los cuerpos para qué, por su muerte, las pensiones que mantienen a la familia dejen de llegar. Kai acepta a regañadientes y le cuenta a Winter tiempo después. Kai rompe a llorar a ojos de Beverly. |              |                                                                                                |                       |                            |                           |                 |                      |
| 79 | 6            | «Mid-western Assasin» «El asesino del Medio Oeste»                                             | Bradley Buecker       | Todd Kubrak                | 10 de octubre de 2017     | 7ATS06          | 2,15                 |
| Ocurre un tiroteo en un discurso de Kai y Ally parece ser responsable. Después de que Meadow habló con Ally, el Dr. Vincent la llama preocupado. A pesar de sus advertencias, Ally sigue su instinto y va a salvar a Meadow, logrando safarse de Harrison y Samuels, y la lleva a La Carnicería donde Meadow le cuenta sobre cómo Kai manipula, y como la trató después de que ésta halla intentado irse. Se muestra como Ivy conoció a Kai y que ha odiado a Ally desde que Oz nació, pues la hizo sentirse desplazada. Una mujer llamada Sally Keffler (Mare Winningham) humilla a Kai mientras este debate con su otro adversario, y aprovecha de postular a candidata a concejal. La misma noche, tras dejar a Meadow con Vincent, Ally va donde Sally a informarle sobre Kai y su culto. Sally no tarda en convencerse y promete apoyar a Ally, sin embargo los payasos entran a la casa. Ally se encierra en el baño mientras Kai discute con Sally, a quién, luego de postear un escrito suicida en Facebook, mata a sangre fría. Ally reconoce a Ivy antes de que se marchen, por lo que llega contando todo a Vincent, quien ya no se encuentra con Meadow. Como Vincent no le cree va donde se encuentra Kai dando un discurso, depronto ve a Meadow, quién empieza a disparar con una pistola a varios de los presentes y, en la pierna, a Kai. Ally intenta detenerla y queda con la pistola en sus manos luego de que Meadow se suicida. Se conoce entonces que luego de que Kai la enfrentara anteriormente, la manipuló nuevamente para convencerla de hacer todo lo que hizo para que Kai alcanzara niveles nacionales, lo cual funcionó a la perfección. |              |                                                                                                |                       |                            |                           |                 |                      |
| 80 | 7            | «Valerie Solanas died for your sins: Scumbag» «Valerie Solanas murió por tus pecados: Escoria» | Rachel Goldberg       | Crystal Liu                | 17 de octubre de 2017     | 7ATS07          | 2,07                 |
| En 1968, Valerie Solanas (Lena Dunham) le dispara a Andy Warhol (Evan Peters) luego de una serie de discusiones. En el presente, los medios hablan sobre el tiroteo ocasionado por Meadow y su posterior suicidio y Kai gana las elecciones. Beverly conoce a una mujer llamada Bebe Babitt (Frances Conroy), quién le demuestra que se dio cuenta sobre el culto y que teme que Kai deje de mando al poder masculino, al otro día la reportera se da cuenta de que Kai ha organizado un grupo paramilitar masculino y se siente totalmente desplazada, por lo que accede a juntarse con Bebe y el resto de las chicas del culto. En "La Carnicería" Bebe cuenta a Beverly, Ivy y Winter sobre su amorío con Valerie y cómo esta dirigió un grupo feminista extremo llamado SCUM (como su manifiesto) y que llevaron a cabo los asesinatos que más tarde le fueron atribuidos a un hombre desconocido, el Asesino del Zodiaco, luego el grupo se disolvió ya que Valerie perdió la cabeza, lo que la hizo también morir dándose cuenta de que el único legado que dejó fue casi haber asesinado a Warhol. Las chicas deciden reformar SCUM, Kai parece sospechar al hablar con Winter. El nuevo SCUM noquea a Harrison para que luego Ivy, con una sierra de carne lo haga confesar y luego lo mata. El hallazgo de los restos de Harrison es transmitido en vivo por Beverly y Kai lo ve, pero Bebe está también junto a él admirando la ira de las chicas. |              |                                                                                                |                       |                            |                           |                 |                      |
| 81 | 8            | «Winter of Our Discontent» «Frío descontento»                                                  | Barbara Brown         | Joshua Green               | 24 de octubre de 2017     | 7ATS08          | 2,06                 |
| Vincent se da cuenta de que Ally tenía razón cuando habla con su hermano. Winter cuenta a Ivy y Beverly una experiencia traumática que vivió con Kai que lo cambió, cuando fueron a una supuesta casa embrujada que resultó ser real y llevada a cabo por un fanático religioso. Las mujeres del culto se sienten aún más rebajadas una vez que el grupo paramilitar de Kai es aprobado en el ayuntamineto. Kai pide a Winter engendrar a su heredero a través de Samuels, pero ésta declina en pleno ritual luego de que se sienta violentada, por lo que Kai la castiga recogiendo basura. Samuels la pasa a buscar y cuenta cómo conoció a Kai y cómo este le hizo darse cuenta de su sexualidad reprimida proveniente de un odio hacia las mujeres. Winter lo mata luego de que este trata de violarla. Vincent habla con Ally y le confiesa su parentesco con Kai y Winter, y le promete ayudarla a recuperar a Oz y que le cree. Ally, por su parte, lo usa como moneda de cambio para que sea Kai quién la ayude. Dos traidores son juzgados por el culto, Vincent y Beverly. Kai habla con Vincent sobre su amor fraternal y sobre la promesa del meñique que Vincent le enseñó, luego, Kai mata a su hermano. Beverly, por su parte, fue culpada por Winter como la asesina de Samuels, por esto discute con Kai sobre las promesas rotas, y Kai la manda a aislamiento. Cuando los payasos quitan sus máscaras, se revela que la nueva portadora de "Pentagrama" es Ally. |              |                                                                                                |                       |                            |                           |                 |                      |
| 82 | 9            | «Drink the Kool-Aid» «Bebe del Kool-Aid»                                                       | Angela Bassett        | Adam Penn                  | 31 de octubre de 2017     | 7ATS09          | 1,48                 |
| Kai cuenta a sus seguidores sobre líderes de culto como Marshall Applewhite, David Koresh y Jim Jones, y los considera ejemplos a seguir. Kai aprueba una moción para regular internet, pues considera que algunos sitios son inapropiados, y de paso confiesa su intención de ir a campaña para senador el 2018. Ally pide explicaciones a Ivy y se reencuentra con Oz. Winter sugiere la idea de escapar del culto. Kai convoca a todos los miembros del culto, incluida Beverly, y hace que todos tomen Kool-Aid como Jim Jones lo hizo, uno se opone y Gary le dispara. Todos beben, pero Kai avisa que era solo una prueba de su lealtad. Oz llega a casa de Kai y este le hace creer que es su verdadero padre y lo invita a dormir esa noche. Ally envenena a Ivy con arsénico en su comida luego de encararla. Kai se enoja con Oz cuando este le contradice en su historia sobre el final del culto de Jim Jones. Ally compreba personalmente que Kai no es padre de Oz, pero le hace creer a Kai que sí lo es. Kai y Ally dejan el cuerpo de Ivy en la habitación de los padres Anderson y luego se reúnen con Oz como si fueran una familia. |              |                                                                                                |                       |                            |                           |                 |                      |
| 83 | 10           | «Charles (Manson) in Charge»                                                                   | Bradley Buecker       | Ryan Murphy & Brad Falchuk | 7 de noviembre de 2017    | 7ATS10          | 1,82                 |
| En octubre de 2016, Kai acude a control de ira con su terapeuta Bebe Babbitt, dónde ésta lo manipula para que entre en la política para liberar la ira femenina. Luego de ser atacado con gas pimienta en un discurso, Kai desarrolla paranoia creyendo que los federales lo espían. Winter habla con Ally sobre la muerte de Ivy creyendo que Kai fue el responsable, pero Ally le deja en claro que no. Gary es asesinado por el culto en nombre de la política. Kai cuenta a sus seguidores el asesinato de Sharon Tate a manos de la Familia Manson, más tarde sospecha que hay un topo infiltrado y alucina con Vincent y con Charles Manson. Beverly vuelve a reportar pero con una actitud miedosa y sumisa, por lo que Winter intenta ayudarla a escapar dándole pasajes, pero los rechaza alegando lealtad. Bebe confronta a Kai por faltar a su cometido e intenta matarlo cuando este le avisa su cambio de planes, pero Ally mata a Bebe antes de que termine su frase. Winter y Kai hablan de su relación, la confianza y la lealtad, luego Kai saca los pasajes que Winter tenía y la enjuicia creyendo que es el topo, ya que Ally plantó evidencias en contra de Winter. Al no reponder sus cuestionamientos, Kai ahorca a Winter con sus propias manos. Ally descubre que el leal Speedwagon era el topo. |              |                                                                                                |                       |                            |                           |                 |                      |
| 84 | 11           | «Great Again»                                                                                  | Jennifer Lynch        | Tim Minear                 | 14 de noviembre de 2017   | 7ATS11          | 1,97                 |
| En una prisión de máxima seguridad, Kai se las arregla para crear seguidores. Once meses atrás, en la "noche de las 100 Tates", Ally avisa a un grupo de fuerzas especiales para que irrumpan en la casa de Kai, acabando con el culto y Beverly supera su sentimiento de inferioridad. Ally se convierte en una celebridad y La Carnicería en Main está muy concurrida. Un día llega Beverly y conversan de lo sucedido y de la muerte de Ivy, Ally presenta a una nueva novia. En el cumpleaños de Oz, Ally recibe una llamada de Kai desde la cárcel. Kai se las arregla para escapar con ayuda de una gendarme, Gloria, y fingiendo su muerte usando el cuerpo de uno de sus seguidores. Ally se postula a candidata al senado con Beverly como su mano derecha, pero el pasado de Ally la persigue pues la gente no ve a "Ally", sino que a "Kai", por lo que deciden llevar a cabo un plan. En un debate de Ally, Kai irrumpe en la sala y se dispone a matar a la candidata luego de dar un discurso misógino, pero el arma que le había dado Gloria no estaba cargada: Ally se había adelantado y conversó con Gloria sobre no creerle a Kai, su plan desde el principio fue llevar a Kai a la sala de debate y acabar con él. Beverly le dispara a Kai en la cabeza luego de que Ally le diga sus últimas palabras. Ally gana las elecciones luego de un 80% de aprobación femenina. Una noche, luego de acostar a Oz, le dice a este que saldrá para juntarse con "un grupo de mujeres poderosas que quieren cambiar el sistema", y, luego de maquillarse un poco, se dispone a salir mientras se pone la misma capucha que usaban las miembros del SCUM. |              |                                                                                                |                       |                            |                           |                 |                      |

## Producción

### Desarrollo
El 4 de octubre de 2016 fue renovada la séptima temporada de la serie, que se estrenó el 5 de septiembre de 2017. Ryan Murphy confirmó que la temporada estaba conectada con Freak Show pero desarrollada en la actualidad. En febrero de 2017, en Watch What Happens Live, anunció que la temporada giraría alrededor de las elecciones presidenciales de Estados Unidos de 2016 y sugirió que podría contar con un personaje basado en el presidente Donald Trump. Murphy dijo que la temporada «no es solo el punto de vista obvio, único, sino expresa todos los lados de esa ecuación». También dijo que quería «iluminar y destacar a las personas que no tienen voz en nuestra cultura, personas que son ignoradas por la administración actual y que tienen miedo y se sienten aterrorizadas de perder su vida».
Más tarde se confirmó que la temporada se desarrillaría después de las elecciones presidenciales, y el primer episodio ocurrirá la misma noche de las elecciones. Murphy explicó que «Es nuestro punto de partida. Se trata de las elecciones que acabamos de pasar y de lo que sucedió esa noche y las consecuencias de esa noche, que para mucha gente, de todos los lados de los campamentos, es una historia de terror.» También dijo que «la entrega se verá influenciada por la frenética carrera presidencial de 2016, utilizando la noche de las elecciones como un punto de partida. Dicho esto, no esperes que Donald Trump o Hillary Clinton sean los personajes principales de la temporada.» En abril de 2017, Murphy confirmó que las imágenes de archivo de la noche de las elecciones se utilizarían en el estreno de la temporada.
Murphy dijo a través de Twitter que los detalles de la séptima temporada, incluyendo el título, se revelarían el 20 de julio. También confirmó de que la secuencia de apertura de la serie volvería en esta temporada, después de su ausencia en Roanoke.
El 20 de julio de 2017, se anunció en la Comic Con de San Diego que el título de la temporada sería Cult. Murphy también anunció que estaría ambientada en Míchigan, y confirmó que consistiría en un total de 11 episodios, estrenándose el 5 de septiembre de 2017. Por primera vez, la serie no se emitirá el miércoles, sino los martes. El 3 de agosto de 2017, los pósteres revelaron los nombres de varios personajes de la temporada. El 21 de agosto de 2017 se publicó la secuencia de apertura de la temporada, después de su ausencia en la temporada anterior. Ese mismo mes, Murphy confirmó que, contrariamente a las temporadas pasadas, Cult no presentaría elementos sobrenaturales.

### Casting
Durante el invierno 2017 TCA Press Tour, Sarah Paulson y Evan Peters se informó que serán los protagonistas de la temporada. En marzo de 2017, de Billy on the Street el presentador Billy Eichner fue anunciado que fue elegido. Su personaje está programado para aparecer en "seis o siete" episodios. El mes siguiente, se informó que Billie Lourd también protagonizará la séptima entrega de la serie. En mayo de 2017, Leslie Grossman, quien protagonizó la otra serie de Murphy Popular, se unió al elenco de la serie, y Angela Bassett insinuó que puede volver en un papel recurrente. Más tarde ese mes, se confirmó a través de imágenes del set que Adina Porter y Cheyenne Jackson también estaban regresando. En junio de 2017, Murphy confirmó a través de su cuenta de Instagram que Colton Haynes, quien Murphy trabajó con anterioridad en la segunda temporada de Scream Queens, se unía al elenco para la séptima temporada. Más adelante ese mes, por imágenes del set se reveló que Alison Pill se unió al reparto de la temporada, aparentemente retratando a la socia del personaje de Sarah Paulson. En julio de 2017, Murphy reveló a través de su cuenta de Twitter que Lena Dunham se unió a la temporada. Para interpretar a Valerie Solanas, autora de SCUM Manifesto y el intento de asesinato de Andy Warhol, vía flashbacks. Murphy también confirmó los regresos de Frances Conroy y Mare Winningham. Conroy ha aparecido en todas las temporadas excepto Hotel, mientras que Winningham ha aparecido en Coven, Freak Show y Hotel. En agosto de 2017, Murphy confirmó el regreso de Emma Roberts, que apareció en Coven y Freak Show, mientras que los actores de Roanoke Chaz Bono y James Morosini también confirmó sus apariciones. En el séptimo episodio, se confirma el regreso de Jamie Brewer, quien apareció en Murder House, Coven y Freak Show.
El 26 de junio de 2017, se confirmó que Lady Gaga no volvería en la séptima temporada debido a otros proyectos. A pesar de los rumores, Entertainment Weekly informó el 7 de julio de 2017, que Vera Farmiga, y Taissa Farmiga, tampoco aparecerían en la temporada. Más tarde, ese mes, fue confirmado por The Hollywood Reporter que Kathy Bates no aparecería en Cult, después de cuatro temporadas de actuaciones regulares.
Murphy también anunció a través de su cuenta de Instagram que uno de los personajes de Freak Show, Twisty, el payaso, también aparecería, lo que podría indicar que John Carroll Lynch volvería a representar su papel. Más tarde se confirmó que, de hecho, aparecería en la temporada como Twisty.

### Rodaje
En febrero de 2017, se anunció que la fotografía principal de la temporada se iniciaría en junio de 2017, al mes siguiente se adelantó a mayo de 2017. El 24 de mayo de 2017, el escritor y productor John J. Gray confirmó el inicio del rodaje.

## Recepción

### Respuesta crítica
American Horror Story: Cult ha recibido buenos comentarios de los críticos. En Rotten Tomatoes dio a la temporada un 73% de aprobación, con una calificación promedio de 6.9/10, basada en 36 críticas. El consenso del sitio dice: "American Horror Story: Cult resulta intrigante gracias a su rareza atemporal y desmesurada - así como por lo payasos - a pesar de ser obstaculizada por generalizaciones políticas ocasionales y hoyos argumentales que le restan lógica a la trama". En Metacritic, la temporada se le dio una puntuación de 66 de 100 basado en 24 revisiones, lo que indica "generalmente comentarios positivos".